# Combretum dumetorum
Combretum dumetorum är en tvåhjärtbladig växtart som beskrevs av Arthur Wallis Exell. Combretum dumetorum ingår i släktet Combretum och familjen Combretaceae. Inga underarter finns listade i Catalogue of Life.